# Krisna minima
Krisna minima är en insektsart som beskrevs av Baker 1919. Krisna minima ingår i släktet Krisna och familjen dvärgstritar. Inga underarter finns listade i Catalogue of Life.